# コンキー
コンキー（英：Kong-Kyi）は、チベットの南東部、コンボー地域原産の犬種のひとつである。別名はコンボー（英：Kongbo）、コンボー・ドッグ（英：Kongbo Dog）など。 

## 歴史
生い立ち等が詳しく調査されたことのない犬種で、1930年代にコンボーを訪れたミセス・エリック・ベイリーという人物が外部者として初めて発見し、その姿や飼育状況などを克明に記したことで専門家に知られるようになった。
主にさまざまな獲物をパックで狩り、番犬もこなしていたといわれている。
コンキーは一度も他地域へ渡ったことがなく、この地域固有の希少種である。尚、かつて中国共産党員によりチベット原産の犬種の多くが大量に殺戮されたことがあり、現在その頭数は非常に少なくなっている。

## 特徴
その姿は少し変わっていて、全体的にはフィニッシュ・スピッツのようであるが、スタンダード・シュナウザーのような特性も併せ持っているといわれた（ただし両種とコンキーの関連はない）。ベイリーはコンボーへ愛犬のフィニッシュ・スピッツを伴って向かったが、多くの現地の人からコンキーと見間違えられたという話を資料に残している。スピッツタイプの犬種で、マズルは細く短く先が尖っていて、小さな立ち耳とふさふさした巻き尾を持つ。コートは厚いロングコートだが、シュナウザーのように粗く硬い。ただしそれと違って顎鬚や口髭、眉毛は無い。コートは防寒性や防護製に優れている。毛色はフィニッシュ・スピッツと同じゴールデン・レッド。大きさはそれよりも大きいという記述により、体高は50cm以上の中型犬であったと推測されている。性格などの情報は無いため不明である。